# 気高青谷トンネル
気高青谷トンネル（けだかあおやトンネル）は、鳥取県鳥取市にある山陰自動車道（鳥取西道路）のトンネルである。なお当トンネルはE9山陰道の鳥取県内最長トンネルである（2022年現在）。

## 歴史
- 2009年（平成15年）度：瑞穂宝木IC -　青谷IC間が事業化された。
- 2019年（令和元年）5月12日：鳥取西IC - 青谷IC間の開通に伴い供用開始。

## 隣
E9 山陰自動車道（国道9号・鳥取西道路）
(4) 浜村温泉鹿野IC - 気高青谷トンネル - (5) 青谷IC